# هرود آرکلائوس
هرود آرکلائوس (انگلیسی: Herod Archelaus؛ حاکم قوم‌نشین سامریه، یهودیه و پادشاهی ادوم، از جمله شهرهای قیصریه دریایی ویافا، به مدت نه سال بود.